# Лернер, Алехандро
Алехандро Лернер (исп. Alejandro Lerner) — аргентинский певец, композитор, музыкант. 

## Биография
Родился 8 июня 1957 года в Буэнос-Айресе. В 1974 в качестве второго пианиста вошёл в состав группы «La Banda de los Caballos Cansados» («Группа Загнанных Лошадей») Леона Хиеко.
Алехандро начал карьеру рано. Как сольный исполнитель он стал известен в 1979. Песни, прославившие его на весь мир в период 80-х — это «Todo A Pulmon», «No Hace Falta Que Lo Digas». Позже, в 90-е, самыми известными песнями стали «Secretos», «Algo de mi en tu corazón», «Sin amor», «Volver a empezar», «Me Dijeron», в 2000-х — «Después de ti», «Salón vacío», «Quien te dijo», «Dentro de mí».
Лернер говорил о Чарли Гарсия как о «Карлосе Гарделе нашего времени».
5 октября 2009 родилась его первая дочь — Луна Лернер.

## Дискография

### 1980-е
- Alejandro Lerner y la Magia (1982)
- Todo a pulmón (1983)
- Lernertres, (1984)
- Sus primeras canciones, (1984)
- Conciertos, (1985)
- Algo que decir, (1987)
- Canciones, (1988)

### 1990-е
- Entrelíneas, (1990)
- Amor infinito, (1992)
- Permiso de volar, (1994)
- La magia continúa, (1995)
- Magic hotel, (1997)
- Volver a empezar, (1997)
- 20 años, (1999)

### 2000-е
- Si quieres saber quién soy, (2000)
- Lerner vivo, (2001)
- Buen viaje, (2003)
- Canciones para gente niña, (2006)
- Enojado, (2007)